# 基督教传播年表

## 基督教福音传播年表

### 从五旬节到499年
初期的日期只是“大约”
- 31年：五旬节，教会产生
- 34年：教会因为受迫害而分散；在加沙，腓利使一名已经接受犹太教的埃塞俄比亚人接受基督教，并为他施行洗礼
- 39年：彼得向外邦人传教
- 42年：聖馬爾谷前往埃及
- 48年：保罗开始第一次传教旅程，到今土耳其.
- 49年：耶路撒冷会议接纳外邦人进入教会，这是基督教成为超越文化宗教的主要步骤
- 51年：保罗开始第二次传教旅程，穿过今土耳其并进入希腊.
- 52年：多马抵达印度建立教会，后来成为印度正教会
- 54年：保罗开始第三次传教旅程
- 60年：保罗前往罗马
- 62年：传说巴多罗买在印度西海岸今孟买附近殉道
- 66年：Thaddeus建立亚美尼亚的基督教会
- 69年：安德鲁在希腊伯罗奔尼撒半岛的佩特雷被钉十字架
- 72年：传说多马在印度麥拉坡殉道
- 90年：使徒腓力在希拉波利城在今(土耳其）被倒钉十字架（和彼得一样）
- 100年：摩洛哥、阿尔及利亚和斯里兰卡出现第一名基督徒
- 112年：传说Sharbil、Babai和Barsamy 在Edessa, 美索不达米亚殉道
- 117年：哈德良处死数千名皈依基督教的士兵
- 166年：Soter主教写道基督徒的数目已经超过犹太人
- 167年：应不列颠的Lucius之请，传教士Fuganus(Phagan)和Duvianus( Deruvian)受Pope Eleuterus差遣到不列颠传教
- 174年：奥地利出现第一名基督徒
- 180年：潘代諾在印度传教
- 196年：Bar Daisan 写到帕提亚、大夏和在波斯帝国的基督徒
- 197年：特土良写道基督教已经渗透到北非的每一个阶层中。
- 200年：瑞士和比利时出现第一名基督徒
- 206年：爱德萨国王Abgar信奉基督教
- 208年：特土良写到在不列颠的哈德良长城以北罗马军团尚未到达的地区出现基督徒
- 250年：Denis和另外6名传教士从罗马派往巴黎建立教会
- 270年：本都国基督徒領袖Gregory Thaumaturgus逝世。據說Gregory在本都當上“主教”時只有17名基督徒，而在三十年後逝世時只有17名非基督徒。
- 280年：在意大利北部出现第一个乡村教会；基督教不再局限在城市
- 287年：埃及的Maurice在瑞士Agauno因拒绝向异教神献祭被杀
- 295年：巴士拉的Dudi (David)在印度传福音
- 300年：第一名基督徒出现在大呼羅珊；估计有10%的世界人口是基督徒；圣经有10种不同语言版本
- 304年：亚美尼亚接受基督教作为国教
- 306年：任命第一位尼西比斯主教
- 313年：罗马康斯坦丁大帝发布米兰敕令，基督教在罗马帝国合法化
- 314年：格列高利成功地使亚美尼亚國王的梯里達底三世及高加索阿尔巴尼亚国王Urnayr接受基督教
- 327年：康斯坦丁大帝在临终前不久受洗；Nino成功地使格鲁吉亚国王伊比利亚的米立安三世接受基督教
- 328年：Frumentius到埃塞俄比亚传播福音
- 333年：埃塞俄比亚国王阿克蘇姆的埃扎納定基督教为官方宗教
- 334年：任命第一位中亞河中地區的梅爾夫主教
- 341年：烏爾菲拉开始在今罗马尼亚的哥特人中间工作
- 350年：2名年轻的基督徒在红海遭遇海难，成为埃塞俄比亚宫廷奴隶，得到自由传讲福音，他们的见证诞生了科普特教会.
- 354年：西奥菲勒斯称在印度访问基督徒；Philostorgius提及在也门南面阿拉伯海的索科特拉岛上的基督徒团体
- 364年：汪达尔人在罗马皇帝瓦伦斯统治时期皈依基督教
- 370年：烏爾菲拉将圣经翻译成西哥特语，这是第一次专门为传教目的而翻译圣经
- 381年：罗马皇帝狄奥多西一世将基督教定为国教
- 382年：耶柔米受委托将圣经翻译成拉丁语
- 386年：奥古斯丁接受基督教
- 390年：景教传教士Abdyeshu(Abdisho)在巴林岛建造一座修道院
- 397年：Ninian向苏格兰的南皮克特人传福音
- 400年：Hayyan在波斯边境的Hirta接受基督教后，在也门开始传教
- 410年：新约被翻译成亚美尼亚语
- 420年：酋长Peter-Aspebet率领一个阿拉伯贝都因部落皈依
- 425年：任命第一位赫拉特（阿富汗）和撒马尔罕（乌兹别克斯坦）主教
- 432年：圣帕特里克前往爱尔兰传教
- 496年：高卢的法兰克国王克洛维一世和他的3,000名战士接受基督教
- 499年：波斯国王戈巴德一世逃亡时，遇见一批传教士前往中亚向突厥人传教

### 500年－999年
- 500年：北也门出现第一名基督徒；Nairam成為基督教中心。
- 508年：Philoxenus of Mabug开始将圣经翻译成叙利亚语。
- 529年：聖本篤摧毁了義大利卡西諾山的异教庙宇，建造修道院。
- 535年：景教传教士教授嚈噠人－生活在中国北部、中亚和印度北部的游牧民，又名白匈奴－閱讀及書寫。
- 542年： 來自君士坦丁堡的尤利安(也叫尤利安努斯 )在埃及人西奥多的陪同下向努比亞人傳揚福音。
- 563年：Columba从爱尔兰航海到苏格兰，他在那裡的Iona創立了傳播福音訓練中心。
- 565年：爱尔兰传教士 Columba 到达尼斯湖区后关于 尼斯湖修道院的第一个报告。  Columba在报告中描述了在800英尺深得尼斯湖面有一种大嘴能发出大声的动物。
- 569年：Longinus, Nobatia的教会领袖, 在Alodia (今苏丹)传福音。
- 578年：last of Lachemids (阿拉伯王子)An-numan III归信基督教
- 592年：愛爾蘭传教士Moluag (古爱尔兰文: Mo-Luóc)逝世。
- 596年：額我略一世派遣奥古斯丁及一隊傳教士到（現今的）英格蘭重新介紹福音。传教士在堪特伯雷定居並在一年內向一萬人施洗。
- 600年：安道尔第一名基督徒定居者
- 629年：Amandus of Elnon被祝圣为主教。他在根特附近地区傳揚福音並沿著多瑙河向斯拉夫人及向納瓦拉的巴斯克人傳教。
- 631年：東盎格魯人（盎格魯-撒克遜人七國時代七個王國之一）皈依基督教。
- 635年：第一名基督教传教士（景教）阿罗本从小亚细亚和波斯抵达中国; Aidan of Lindisfarne 开始在英国诺森伯利亚中心地带传教。
- 637年：住在意大利北部的日耳曼伦巴底人成为基督徒。
- 638年：长安建立一座教堂（可能是当时世界最大城市）。
- 650年：荷兰成立第一个教会。
- 673年：爱尔兰修道士Maol Rubha在Aprochrosan創辦一所訓練中心，成為传教士拓展苏格兰的根據地。
- 680年：圣经首次翻译成阿拉伯语。
- 689年：異教徒在今德國的維爾茨堡附近殺害愛爾蘭傳教士基利安（英语：Saint Kilian）。他的遺體後來葬於維爾茨堡的Benedictine大修道院。
- 692年：Willibrord與11名同伴橫渡北海向Frisia人傳教（現今荷兰）。
- 697年：穆斯林橫行於北非首都迦太基。
- 720年：哈里寑Umar II向柏柏爾基督徒施壓，使他們改信伊斯蘭教。
- 722年：圣波尼法爵在日耳曼人中展開傳教工作。
- 724年：圣波尼法爵在德国Geismar in Hesse当着异教徒（将陀尔神（Thor]）象征-橡树砍到。
- 740年：爱尔兰修道士抵达冰岛。
- 771年：查理大帝頒佈要以本地語佈道，他亦任命將部份聖經翻譯成日耳曼文字。
- 781年：长安附近立起景教碑以紀念景教在中国傳教，為中国基督徒提供文字紀錄。
- 787年：Ludger开始在靠近埃姆斯河河口（今德国)的異教徒中传教。
- 822年：大摩拉維亞公國的Mojmír I皈依基督教。
- 826年：教宗派遣Ansgar从法国到丹麦担任王室牧师和传教士。
- 828年：在尼特拉興建今斯洛伐克的第一間教堂。
- 828年：第一名传教士到达今捷克。
- 830年：蘇格蘭出生的Erluph在德国宣揚福音時被汪達爾人所殺。
- 863年：聖西里爾與聖梅福季受羅斯季斯拉夫之邀，在大摩拉維亞公國及巴拉顿公国傳福音。
- 864年：保加利亞鮑里斯一世皈依。
- 867年：塞尔维亚人接受基督教。
- 878年：蒙古时期以前在中国最后一次提及基督徒
- 880年：第一个斯拉夫总教区在摩拉維亞成立
- 900年：传教士抵达挪威。
- 912年：諾曼人成为基督徒。
- 948年：马扎尔人的领袖皈依基督教。
- 957年： 基辅的奧麗加受洗。
- 965年：哈拉爾一世皈依基督教，敞开了丹麦接受基督教信仰的大门
- 966年：梅什科一世皈依基督教，开始基督教波兰时期。
- 981年：景教傳道士正在拜訪中国時發現找不到基督教團體留下的痕跡。
- 988年：基輔大公弗拉基米尔·斯维亚托斯拉维奇皈依基督教。
- 995年：挪威的基督教传教士开始在冰岛工作。
- 997年：布拉格的Adalbert在普鲁士殉道。

### 1000年－1499年
- 1000年：萊弗·艾瑞克森到格陵蘭傳播福音。
- 1008年：西格弗里德（英國傳教士）給瑞典國王奥洛夫·舍特科农施洗。
- 1009年：奎尔富特的布鲁诺在普魯士傳教時被斬首。
- 1015年：據說俄罗斯普遍地皈依东正教。
- 1017年：丹麦国王克努特大帝皈依基督教
- 1075年：教宗額我略七世頒布《教宗訓令》，廢除「俗人授職」。
- 1099年：十字军攻占耶路撒冷，屠杀70,000名穆斯林和犹太人。
- 1200年：聖經已被翻譯成22種語文。
- 1219年：阿西西的聖方濟各向埃及苏丹呈上福音。
- 1220年：多明我会成立。
- 1223年：方济各会成立。
- 1251年：立陶宛国王明道加斯受洗。
- 1252年：方濟各會罗伯鲁（一译鲁不鲁乞）開始向蒙古出發。著有《罗伯鲁（鲁布鲁克）东游记》
- 1266年：蒙古大汗忽必烈派马可波罗和他的父亲、叔叔回到欧洲要求教宗派遣100名基督教传教士（只有兩人嚮應，但在抵達蒙古國境前便已折返）。
- 1276年：拉蒙·柳利開辦訓練中心以派遣传教士到北非。
- 1289年：方济各会化緣修士開始在中国传教。
- 1294年：方济各会孟高維諾前往中国。
- 1303年：科隆人阿诺德（Arnold von Koln）到達中國協助孟高維諾。
- 1321年：多明我会修道士Jordanus抵达印度成為第一位在當地定居的天主教传教士。
- 1322年：方濟各會修士和徳理（鄂多立克）從義大利抵达中国。
- 1323年：方济各会開始接觸蘇門答臘、爪哇及文萊。
- 1326年：察合台大汗Ilchigedai准許在烏茲別克的撒馬爾罕興建教堂。
- 1329年：尼西亞落入穆斯蘭的鄂圖曼人手中。
- 1368年：因中國禁止基督教而令方濟各會的傳道崩潰。
- 1379年：Stephen of Prem 北遊至白海，並以一個传教士的身份定居下來。該處住著說芬蘭-烏戈爾語的，住在 Ust-Vim 的伯朝拉河和維切格達河之間的科米人。
- 1382年：约翰威克利夫将聖經从拉丁语翻译成英语。
- 1386年：立陶宛国王雅盖沃受洗。
- 1410年：圣经翻译成匈牙利语。
- 1435年：在西班牙强迫犹太人改信基督教。
- 1448年：毛里塔尼亚出现第一名基督徒。
- 1453年：君士坦丁堡被穆斯林奥斯曼帝国攻陷并作为首都。
- 1462年：約翰內斯·古騰堡以活字方法印刷圣经；教宗庇護二世委派方济各会（由Alfonso de Bolano帶領）到非洲海岸的葡属几内亚傳道。
- 1485年：在與葡萄牙人接觸後，貝寧國王要求在他的王國內興建教堂。
- 1486年：多明我会在西非漸趨活躍，尤其在塞內甘比亞的沃洛夫人之間。
- 1489年：沃洛夫國王Behemoi在塞內加爾受洗。
- 1491年：第一批传教士抵达剛果。在這些方济各会和多明我会神父的職務下，国王很快便受了洗及在王都興建教堂。
- 1492年：安哥拉教会誕生。
- 1493年：教宗亞歷山大六世在《在其他之中（英语：Inter caetera）》下令西班牙將新大陸天主教殖民化；哥倫布在第二次新大陸航行時帶同了基督教神父一起出發。
- 1494年：第一名传教士抵达多明尼加共和國
- 1496年：在伊斯帕尼奧拉島上，印地安酋長 Guaticaba 和他的一些家人成為新大陸第一個受洗的基督徒。
- 1497年：葡萄牙的猶太人被迫改信
- 1498年：肯亞出現第一批基督徒。
- 1499年：葡萄牙奥斯定会传教士抵达桑给巴尔。他們的傳教工作在1698年因被鄂圖曼-阿拉伯人征服而終止。

### 1500年－1599年
- 1500年：方济各会與佩德羅·阿爾瓦雷斯·卡布拉爾进入巴西。
- 1508年：方济各会开始在委内瑞拉传教。
- 1509年：波多黎各建造第一座教堂。
- 1510年：多明我会开始在海地工作。
- 1514年：方济各会开始在美國加利福尼亚传教。
- 1516年：3名方济各会士在今哥伦比亚和委内瑞拉被食人族所杀。
- 1517年：德里的莫卧儿帝国将孟加拉向基督教传教士开放
- 1518年：刚果国王的儿子Don Henrique被教宗良十世祝圣为撒哈拉以南黑非洲第一位本地主教
- 1519年：兩名方济各会傳教士陪同荷南·科爾蒂斯遠征墨西哥。
- 1520年：德国传教士 Maximilian Uhland（又名Bernardino de San Jose）與新任主教Geraldini一起到伊斯帕尼奧拉島。
- 1524年：Martin de Valencia 和12名方济各会修道士前往新西班牙。
- 1526年：方濟各會教士進入美國佛羅里達州；12名多明我會化緣修士到達墨西哥首都。
- 1527年：再洗礼派组织奥格斯堡传教会议，it is the first-ever 新教传教会议
- 1528年：方济各会 传教士 Juan de Padilla到達墨西哥
- 1529年：方济各会的根特的彼得写到他和一位同事在拉丁美洲一天中为14,000人施行洗礼。
- 1531年：方济各会的Juan de Padilla開始在墨西哥城東南的印第安部落中展開一系列傳教之旅。
- 1532年：传教士在法蘭西斯克·皮澤洛的軍事遠征到達秘魯時開始傳教。
- 1533年：第一位基督教传教士抵达越南东京。
- 1534年：整个Paravas种姓在印度Coromandel海岸受洗—共计也许有10,000人。
- 1536年：意大利北部再洗礼派传教士Hans Oberecker在维也纳树桩上被烧死。
- 1537年：教宗保禄三世命令新大陆的印第安人皈依基督教"by the preaching of the divine word, and with the example of the good life."
- 1538年：方济各会进入巴拉圭。
- 1539年：西班牙方济各会传教士Marcos de Niza到达今美国西南部的普韦布洛。
- 1540年：方济各会抵达特立尼达，被食人族所杀。
- 1541年：方济各会开始在加利福尼亚建立传教站。
- 1542年：耶稣会传教士聖方濟·沙勿略前往印度南部的葡萄牙殖民地果阿；方济各会抵达今新墨西哥
- 1543年：再洗礼派的Menno Simons从荷兰到德国传教。
- 1546年：聖方濟·沙勿略到达印尼的Morotai, Ambon和Ternate。
- 1549年： 多明我会的Luis Cancer在危地马拉和墨西哥的玛雅人中工作，和2名同伴在佛罗里达坦帕湾登陆，立刻被看见他们登陆的Calusa所杀。
- 1550年：圣经用28种语言出版。
- 1551年：多明我会的Jerome de Loaysa在利马建立圣马科斯国立大学和一所为印第安人服务的医院
- 1552年：耶稣会传教士聖方濟·沙勿略在等待进入中国期间去世。
- 1553年：葡萄牙传教士在马来西亚马六甲建立教堂。
- 1554年：在暹罗（泰国）有1,500人皈依基督教。
- 1555年：加尔文将胡格诺教徒送到巴西。
- 1556年：多明我会 Gaspar da Cruz 抵达中国广州。
- 1557年：耶稣会抵达埃塞俄比亚。
- 1558年：Kabardian duke Saltan Idarov皈依东正教
- 1559年：传教士 Vilela 定居京都。
- 1560年：葡萄牙耶稣会传教士Goncalo da Silveira访问莫塔帕帝国，他在那裡很快便使當地人皈依。
- 1562年：迭戈·德·兰达烧毁玛雅文明的图书馆。
- 1563年：耶稣会传教士路易斯·弗洛伊斯（后来写作耶稣会 在日本活动历史）抵达日本；大村純忠成為第一個皈依基督教大名。
- 1564年：奥斯定会的黎牙实比在菲律宾开始工作
- 1565年：耶稣会抵达澳门.

- 1568年：在菲律宾, Diego de Herrera為宿霧島酋長Tupas及其兒子施洗。
- 1569年：來到緬甸已兩年的Jeronimo da Cruz與兩名新來的传教士一起被謀殺。
- 1570年：Ignacio Azevedo及其他39名耶稣会传教士在前往巴西途中，於加那利群島拉斯帕爾馬斯附近被海盜殺害。
- 1572年：耶稣会抵达墨西哥。
- 1573年：方济各会修道士抵达佛罗里达后，当地印第安人大规模改信基督教。
- 1575年：京都興建教堂，教堂以日本風格與建，一般稱為"南蠻人之廟"（temple of the South Barbarians）。
- 1576年：耶稣会传教士跟随葡萄牙探险家进入孟加拉。
- 1577年：多明我会进入莫桑比克并渗入内陆，一路上烧毁清真寺。
- 1578年：西班牙国王未经任命利马主教
- 1580年：日本大名有馬晴信成為基督徒並取名Protasio。
- 1581年：Luis de Valdivia成為耶稣会教士。他於修習完成後被派往秘鲁。
- 1582年：传教士开始在中国工作，介绍西方科学、数学、天文学。
- 1584年：罗明坚在中国学者的帮助下将一本天主教教理翻译成中文，标题天主圣教实录。
- 1585年：Carmelite领袖 Jerome Gracian会见Martin Ignatius de Loyola,方济各会传教士 中国。2个修会在埃塞俄比亚、中国、菲律宾和东西印度群岛合作传教。
- 1586年：葡萄牙传教士 Joao dos Santos 报告莫桑比克Sofala 当地人杀死大象以保护农作物
- 1587年：所有外国人被赶出日本; Manteo 成为第一个在圣公会受洗的印第安人
- 1588年：多明我会传教士抵达菲律宾。
- 1589年：Francis Solano 前往秘鲁传教。
- 1591年：特立尼达建造第一座天主教堂；第一个中国人成为耶稣会成员
- 1593年：方济各会抵达日本并在京都建立St. Anna医院。
- 1594年：第一個耶稣会传教士抵达巴基斯坦。
- 1596年：耶稣会传教士在菲律宾萨马岛东部建立传教中心
- 1597年：26名日本天主教徒在长崎因信仰被豐臣秀吉下令钉死在十字架上，1640年，数千名日本天主教徒殉道。
- 1598年：西班牙传教士从墨西哥北上今新墨西哥。
- 1599年：耶稣会Francisco Fernandez 前往今孟加拉Jessore区，得到国王Pratapaditya许可，建造一座教堂。

### 1600年－1699年
- 1600年：法国传教士抵达今美國密歇根州蘇聖瑪麗地區。
- 1601年：利玛窦前往北京；日本第一位神甫任職。
- 1602年：中国科学家、翻译家徐光启受洗。
- 1603年：耶稣会在日本的印刷所出版日葡词典。
- 1604年：耶稣会传教士 Abbè Jessè Flèchè到達加拿大新斯科細亞皇家港。
- 1605年：羅伯托·德·諾比利（英语：Roberto de Nobili）到達印度。
- 1606年：日本大將軍德川家康禁止基督教。
- 1607年：传教士Juan Fonte在墨西哥西南西馬德雷山脈的Tarahumara中成立首個耶稣会傳教團。
- 1608年：一個传教士探險隊往巴西塞阿臘地區時因Tacariju殺死了耶稣会首領而告失敗。
- 1609年：传教士 金尼阁到達中国。
- 1610年：中国数学家及天文學家李之藻受洗。
- 1611年：兩名耶稣会开始在新斯科細亞的Mi'kmaq印第安人中工作。
- 1612年：耶稣会在美國緬因州在Abenaki部落中成立傳教團。
- 1613年：传教士谢务禄Alvarus de Semedo到達中国。
- 1614年：日本發出反基督教勒令。
- 1615年：法国传教士在加拿大的Trois-Rivieres和泰道沙克开办学校，教授第一民族的小童，希望使他們皈依基督教。
- 1616年：南京教案、「禮儀之爭」，中国祭祖等傳統风俗和天主教教義相違背，導致外国传教士被驅逐出境。传教士湯若望抵达中国。
- 1617年：葡萄牙传教士弗朗西斯科·德·皮納抵达越南。
- 1618年：葡萄牙加爾默羅會教士从波斯去到巴基斯坦，在Thatta (靠近卡拉奇)建立教会。
- 1619年：多明我会传教士在菲律宾创办St. Tomas大学。
- 1620年：加爾默羅會教士进入果阿。
- 1621年：奥斯定会在吉大港建立教會。
- 1622年：教宗額我略六世創立傳道議會。
- 1623年：一群工人在中國西安一間基督教教堂及修道院附近掘出一塊高逾九呎，33吋闊及10吋厚的古代石碑。碑上同時有中文字及波斯文，開首寫著《大秦景教流行中国碑》碑文由一名叫景浄（亚当）Ching Ching (Adam)的敘利亞僧侶寫於“大唐建中二年”781年。记载传教士阿罗本在635年到达长安“占青云而载真经，望风律以持艰险”（ He had arrived "bearing the sacred books, braving difficulties and dangers." ）基督教 “景教”（景，光明之意，此指基督）（"The Illustrious Religion," ）并阐述了基督教的教义，教理，祈祷礼仪等。并有67位教士（景教僧）的名字，碑文是汉文和古叙利亚文书写。文字优美，掺杂着浓厚的佛教和道教词汇
- 1624年：在日本的迫害加劇，50名基督徒在江戶（今东京）被活埋。
- 1625年：越南驅逐傳教士。
- 1626年：耶稣会传教士方濟‧帕齊各（Francis Pacheco）偽裝進入日本後，在長崎市被捕及處決。
- 1627年：亞歷山德羅（Alexander de Rhodes）前往越南，在3年中为6,700人施行洗礼。
- 1628年：傳道議會在羅馬成立，以培訓來自世界各地的「當地神職人員」。
- 1629年：方济各会传教士Benavides在現今新墨西哥州的阿帕契族國境的邊界創立Santa Clara de Capo。
- 1630年：打算向埃尔帕索地區的Mansos印第安人傳道。
- 1631年：荷兰传教士 Abraham Roger, who authored Open Door to the Hidden Heathendom，在印度马德拉斯附近的荷兰殖民地Pulicat开始向泰米尔人传教10年
- 1632年：Zuni印第安人謀殺一群方济各会传教士，他們在3年前開始前往Hawikuh傳教（今新墨西哥）。
- 1633年：德国路德会派遣Peter Heyling作为第一个新教传教士，前往埃塞俄比亚。
- 1634年：耶稣会传教士Jean de Brèbeuf遊歷到加拿大休伦族聚居地，並為一名四十歲男子授洗。
- 1635年：方济各会探险队离开基多，试图从西面进入亚马逊盆地。大部分人在途中被杀，少数人在2年后到达大西洋海岸。
- 1636年：多明我会在马尼拉组成传教探险队前往日本，他们在冲绳被捕，最后在长崎判处死刑。
- 1637年：天花使数千印第安人死亡，部落巫师谴责欧洲传教士造成灾难。
- 1638年：日本正式采用死刑来禁止基督教
- 1639年：第一批女传教士进入新法兰西，3名Ursuline修女乘“圣若瑟号”前往新法兰西
- 1640年：耶稣会传教士抵达加勒比海岛屿馬提尼克。
- 1641年：耶稣会传教士 Cristoval de Acuna在給西班牙國王的一份書面報告中介紹亚马孙河。

- 1645年：在越南工作30年后，耶稣会被驱逐出该国。
- 1646年：因被指控為巫師，耶稣会传教士Isaac Jogues 被易洛魁人所杀。
- 1647年：The Discalced Carmelites开始在马达加斯加工作
- 1648年：Helena 和其他明朝皇室成员受洗。
- 1654年：John Eliot為美洲印第安人出版教義。
- 1655年：安哥拉Matamba公主Jinga皈依天主教，后来她写信给教宗，请求派遣更多传教士
- 1656年：第一位貴格會傳教士到達現今的美國的波士頓。
- 1659年：耶稣会的Alexander de Rhodes創立巴黎外方傳教會。
- 1660年：基督教傳入柬埔寨。
- 1661年：貴格會創辦人喬治·福克斯派遣3名传教士到中國（可惜他們無法到達目的地）。
- 1662年：法国耶稣会传教士Julien Garnier啟航到加拿大。
- 1663年：第一本在美洲印刷的全本圣经
- 1666年：John Eliot出版了他所著的《印第安語文法》（Indian Grammar）一書，以協助使印第安人皈依的工作。
- 1667年：第一個企圖伸展到華歐拉尼印地安人（Huaorani或Aucas）的耶稣会传教士Pedro Suarez被長矛所殺。
- 1668年：法国传教士Jacques Bruyas在他一封從加拿大寄出的信中因自己對奧奈達語的無知而悲嘆：「一個不明白他們的語言，而他們又不明白他在說甚麼的人到底可以做些甚麼呢！到目前為止，我除了結結巴巴地說話外甚麼也做不了；不過，我在4個月內為60人施洗，當中只有4名成人领洗是在临终时刻（periculo mortis），其餘皆為小孩。」
- 1670年：耶稣会在委內瑞拉Orinoco河建立傳教團。
- 1671年：貴格會傳教士抵達美洲卡羅萊那省（英语：Province of Carolina）。
- 1672年：一名關島酋長因耶穌會傳教士San Vitores及其米沙鄢助手Pedro Calungsod在未經他准許之下向他女兒施洗而將他們殺害（一些記述指女孩的母親同意施洗）。
- 1673年：法国商人Louis Jolliet和传教士雅克·馬凱特到訪現今美國的伊利諾州，在那裡雅克·馬凱特建立傳教團向美洲土著傳道。
- 1674年：遣使会在馬達加斯加傳教工作 collapses after 25 years of abortive effort
- 1675年：密克羅尼西亞群島上的一場暴動導致三名基督教傳教士死亡。
- 1678年：法国传教士Jean La Salle和Louis Hennepin發現尼亞加拉瀑布。
- 1680年：普韦布洛起义于新墨西哥爆发，起义者杀死21名方济各会传教士
- 1681年：義大利耶穌會傳教士Eusebio Kino到達新西班牙之後，很快便成為一名作家所形容的「全北美最別具一格的傳教士先驅。」充滿著傳道的熱忱，Kino亦是一名探險、天文學家、製圖師、傳教團建立者、牧場經營者、養牛大王及邊境守衛者。
- 1682年：13名传教士到了東西伯利亞的「遙遠城市」。
- 1683年：傳教士Louis Hennepin在考察完美國明尼蘇達州及被達科塔蘇族人囚禁後後回到法國，寫下第一部關於明尼蘇達州的著作《Description de la Louisiane》。
- 1684年：法皇路易十四派遣耶稣会传教士攜帶原珍藏於羅浮宮及梵爾賽宮的禮物到中国。
- 1685年：祝聖第一位中國裔天主教主教。
- 1686年：俄国东正教僧侶到達中國傳教。
- 1688年：新约被翻譯成馬來語（第一本被翻譯成東南亞語文的聖經譯本）。
- 1689年：來自現今美國佛羅里達州的Calusa印第安酋長到訪古巴並要求派遣傳教士。
- 1690年：第一位方濟各會传教士到達美國德州。
- 1692年：中國康熙帝允許耶穌會教士自由地傳揚基督教，讓自願者皈依。
- 1693年：耶稣会传教士 John de Britto在印度被公開斬首。
- 1694年：传教士與探險家Eusebio Kino成為最先進入亞利桑那盆地土桑的歐洲人並長期在那裡定居。
- 1695年：中國第一座俄羅斯東正教堂建築物被祝聖。
- 1696年：耶稣会传教士Francois Pinet在今芝加哥附近的Guardian Angel成立傳教團。在1700年因工作無成果而放棄傳教。
- 1697年：为了在英国殖民传播福音，圣公会传教士Thomas Bray（曾经数次前往北美洲传教）预备成立英国圣公会差会 (SPG)
- 1698年：聖公會教士組織了「基督徒知識促進會」（Society for Promoting Christian Knowledge, SPCK）。

### 1700年－1799年
- 1700年：1731年印刷的美国瑞典教会历史中记载了一个小插曲：瑞典传教士本杰明富兰克林向宾夕法尼亚一名印第安人布道后，印第安人对他关于原罪的布道回答说:“你告诉我们的全都很好。把苹果吃掉确实不好，最好把它们做成苹果酒。”
- 1701年：英国圣公会差会 (SPG)正式成立
- 1702年：苏格兰贵格会传教士George Keith抵达美洲，加入新成立的英国圣公会差会 (SPG)
- 1703年：英国圣公会差会 (SPG) 前往西印度群島。
- 1706年：爱尔兰出生的Francis Makemie从1683年起作为长老会在美洲移民中的巡回传教士，终于成立了美洲第一个长老会
- 1707年：Maillard de Tournon在南京宣布梵蒂冈对礼仪益的规定，包括反对祭祖和祭孔的规定。不遵守规定的神职人员将被逐出教会。康熙帝发怒了，对他而言，教宗只是一位外国君主，无权干涉中国事务；意大利嘉布遣会（Order of Friars Minor Capuchin）传教士抵达尼泊尔加德满都
- 1708年：耶稣会传教士Giovanni Battista Sidotti在日本被捕。他被帶到伊豆（今東京）受新井白石審問。
- 1709年：Experience Mayhew, 传教士 to Martha's Vineyard Indians,将诗篇和约翰福音翻译成马萨诸塞语言.
- 1710年：Count Canstein創立「德國聖經會」（German Bible Society）。
- 1711年：耶稣会传教士探险家，“牛仔传教士”Eusebio Kino在亚利桑那南部和 Sonora北部，在墨西哥北部突然去世。曾在墨西哥银矿反对压榨印第安人
- 1712年：印度开始用葡萄牙语印刷书籍
- 1713年：耶稣会Ippolito Desideri前往西藏传教。
- 1714年：新约翻译成泰米尔语（印度）；一所传教士训练学校在哥本哈根成立。
- 1717年：Chen Mao向中国皇帝關於對天主教传教士和西方商人的意見。
- 1718年：Bartholomew Ziegenbalg在印度興建一所教堂，該教堂至今仍在使用。
- 1719年：以撒華滋寫下一首傳教聖詩「Jesus Shall Reign Where'er the Sun」。
- 1720年：传教士Johann Ernst Gruendler死於印度。他在Danish Mission Society資助下於1709年到達印度。
- 1722年：汉斯·埃格德到了格陵蘭。
- 1723年：Robert Millar出版了「A History of the Propagation of Christianity and the Overthrow of Paganism」（傳揚基督教及推翻異教徒的信仰之歷史）。
- 1724年：雍正帝禁止传教士到北京以外地区活动
- 1726年：John Wright──一名向印第安人傳教的贵格会传教士──定居於賓夕法尼亞州東南部。
- 1729年：天主教传教士Du Poisson成為Natchez大屠殺的第一位受害者。在他前往新奥尔良的途中，他被截停及被要求在Natchez郵局中舉行彌撤。他在祭壇前被殺。
- 1733年：摩拉维亚弟兄会到了格陵兰。
- 1735年：John Wesley與佐治亚州英国圣公会差会 (SPG)传教士前往印弟族群傳教。
- 1736年：中国有反基督教勒令；摩拉维亚弟兄会傳教士在阿爾漢格爾斯克的Nenets人中傳教。
- 1740年：摩拉维亚弟兄会的David Zeisberger開始在美國喬治亞州的Creek人中展開工作。
- 1741年：荷兰传教士开始建造马六甲基督教堂，12年后完成。
- 1742年：摩拉維亞弟兄會領導人Nicolaus Ludwig Zinzendorf伯爵到訪紐約州Shekomeko並為6名印第安人施洗。
- 1743年：David Brainerd開始向北美印地安人傳教。
- 1749年：西班牙方济各会神甫胡尼佩羅·塞拉（1713-1784）前往墨西哥传教。
- 1751年：Samuel Cooke抵達新泽西為英国圣公会差会 (SPG)作傳教士。
- 1771年：法蘭西斯·亞斯理抵达美洲；David Avery獲任命到奧奈達人作传教士。
- 1772年：在到訪過加拿大纽芬兰Scilly Cove之後，传教士James Balfour形容該處是「最野蠻無法治的地方」。
- 1773年：教宗克勉十四世解散了耶稣会；兩名多明我會传教士在越南被斬首。
- 1774年：摩拉维亚弟兄会传教士Christoph Brasen和Gottfried Lehmann的單桅帆船在格陵蘭對開海面遇到風暴沉沒，兩人遇溺死亡。
- 1775年：John Crook被利物浦衛理宗派往人島。
- 1777年：葡萄牙传教士在孟加拉Hashnabad建造教堂。
- 1782年：一名獲解放的奴隸George Lisle到了牙買加當传教士。
- 1783年：前奴隶Moses Baker 和George Gibbions离开美国前往西印度群岛传教
- 1788年：荷兰传教士开始在孟加拉渔民中传播福音。
- 1789年：耶稣会在今华盛顿建立美国第一所天主教大学喬治城大學。
- 1791年：120名朝鲜天主教徒因信仰被拷打并杀害。事緣一名已成為了基督徒的貴族Paul Yun Ji-Chung决定不按传统儒家习俗埋葬母亲，當朝廷接獲報告後發生了一場對基督徒的殘忍迫害。
- 1793年：Stephen Badin開始傳教。
- 1794年：8名俄国东正教会传教士到达阿拉斯加。
- 1795年：伦敦会成立，派遣 传教士到塔希提岛。
- 1796年：苏格兰和格拉斯哥传教协会成立；在印度，Johann Philipp Fabricius 将全本圣经翻译成泰米尔语。
- 1798年：公理会组成康涅狄格传教协会to take the gospel to the "heathen lands" of Vermont and Ohio. 其传教士既向欧洲人也向印第安人传教
- 1799年：英国圣公会成立差会（CMS）；荷兰物理學家John Vanderkemp到了非洲Cape Colony。

### 1800年－1849年
- 1800年：纽约传教士协会成立
- 1801年：约翰狄奥多西范德肯普（John Theodosius Van Der Kemp）迁往格拉夫内特（Graaff Reinet），向霍屯督人传教。早先他帮助成立了荷兰传教士协会。1798年，他去了南非向科萨（Xhosa）传教。
- 1802年：亨利马丁听到查尔斯西蒙（Charles Simeon）讲说威廉·克理在印度的工作，自己也立志成为一名传教士。1805年前往印度
- 1803年：麻省浸礼会出版一份传教士杂志，现在名为“美国浸信会”（The American Baptist），该期刊是美国最古老的宗教杂志
- 1804年：大英圣书公会（BFBS）成立；英国圣公会进入塞拉利昂
- 1805年：第一位基督教传教士，伦敦会的阿尔布雷希特兄弟（亚伯拉罕和克里斯琴）到达纳米比亚
- 1806年：草堆祈祷会在威廉姆斯学院；传教士训练中心安多佛神学院成立；新教传教士开始在整个南部非洲认真工作
- 1807年：第一位新教传教士马礼逊到达中国（广州）
- 1808年：伦敦犹太人布道会（London Society for Promoting Christianity Among the Jews）成立
- 1809年：苏格兰圣经会成立
- 1810年：美国公理会差会（美部会）成立
- 1811年：英国循道公会进入塞拉利昂
- 1812年：第一名美国传教士阿多奈拉姆贾德森（Adoniram Judson）抵达塞兰坡，不久前往缅甸
- 1813年：英国循道公会成立差会（WMS）
- 1814年： 第一名中国新教信徒蔡高受洗；美北浸礼会差会成立；荷兰圣经会成立；4名印第安人从落基山脉到圣路易斯寻求“白人的宗教”；第一位传教士塞缪尔马斯登到达新西兰
- 1815年：美国公理会在锡兰开始工作；巴色会成立；里士满非洲布道会成立。
- 1816年：罗伯特· 莫法特抵达非洲；美国圣经公会成立。
- 1817年：詹姆斯汤普森（James Thompson）开始在全拉丁美洲散发圣经
- 1818年：传教工作开始 在马达加斯加，得到国王的勉强批准
- 1819年：传教士医生约翰斯卡德（John Scudder）加入锡兰差会；循道会开始在印度马德拉斯工作；雷金纳德·希伯“从格陵兰的冰山”写信
- 1820年：海勒姆宾厄姆（Hiram Bingham）前往夏威夷三明治群岛。
- 1821年：美国黑人浸信会传教士洛特凯里等29人从弗吉尼亚州诺福克前往塞拉利昂；美国圣公会成立差会
- 1822年：巴黎福音布道会成立
- 1823年：苏格兰传教会传教士抵达印度孟买；马礼逊按立第一位中国新教牧师梁发；殖民地和大陆教会协会（Colonial and Continental Church Society（成立；美国公理会派遣黑人女子贝特西斯托克顿前往夏威夷，因此她成为现代传教史上第一位单身女传教士
- 1824年：巴陵会成立
- 1825年：乔治博德曼（George Boardman）前往缅甸
- 1826年：美国圣经会將第一批圣经以船運方式運往墨西哥
- 1827年：传教士兰斯洛特思雷尔克德（Lancelot Threlkeld）在The Monitor中报告说，他正在努力迅速推进，向猎人河（Hunter River）和肖尔黑文河（Shoalhaven River）的澳大利亚原住民分发圣经
- 1828年：巴色会开始在加纳 Christiansborg 地区，阿克拉工作；荷兰传教士协会的郭实腊登陆曼谷；礼贤会成立
- 1829年：普鲁士人慕勒到英国向犹太人传教；埃克塞特的牙科医生安东尼·葛若弗斯带着家庭教师契度，前往巴格达传教
- 1830年：苏格兰长老会传教士亚历山大达夫（Alexander Duff）抵达加尔各答；西方传教士为汤加国王Taufa'ahau Tupou施行洗礼
- 1831年：威廉·米勒尔便开始在群众面前宣传基督复临的信息。

美国公理会传教士抵达泰国，到1849年因得不到一个信徒而撤出；长老会成立差会；三位一体圣经公会成立
- 1832年：前食人族Teava被约翰威廉斯派往萨摩亚马诺诺岛工作，成为太平洋岛民的先驱传教士
- 1833年：浸信会的约翰泰勒琼斯开始在泰国工作；美国卫理宗传教士梅尔维尔博克斯（Melville Box）抵达利比里亚；自由意志浸信会差会开始在印度工作
- 1834年：美国长老会开始在印度旁遮普工作
- 1835年：礼贤会开始在婆罗洲（印尼)的达雅族中工作；加尔各答主教丹尼尔·威尔逊将印度的种姓制度称为“一种癌症”。
- 1836年：普利茅斯弟兄会在印度马德拉斯开始工作；慕勒在英国布里斯托尔开办孤儿院；戈斯纳传教会（Gossner Mission）成立；莱比锡传教会（Leipzig Mission Society）成立；殖民地传教士协会（Colonial Missionary Society）成立；普罗维登斯浸信会传教士区协会 Missionary Baptist District Association成立
- 1837年：福音路德会成立差会；圣经第一个日语译本（在新加坡完成）
- 1838年：苏格兰长老会 Mission of Inquiry to 犹太人；Robert Murray M'Cheyne和安德鲁博纳（Andrew Bonar）等4名苏格兰传教士进入巴勒斯坦.
- 1839年：耶稣基督末期圣徒教会 (摩门教)开始 在纽约西部传教；全部圣经用塔希提岛语言出版；3名法国传教士在朝鲜殉道；英国 新教传教士在南太平洋瓦努阿图被害
- 1840年：伦敦会的戴维·利文斯通在今马拉维；美国长老会进入泰国，工作18年后才得到第一名泰国人信徒；爱尔兰长老会成立差会；威尔士加尔文循道传教会（Welsh Calvinistic Methodist Missionary Society）成立
- 1841年：爱丁堡医药传教会成立；威尔士循道公会开始向印度的卡西人（Khasi）传教
- 1842年：戈斯纳传教会（Gossner Mission Society）在柏林开始，挪威差会（Norwegian Missionary Society）在在斯塔万格成立
- 1843年：浸会的约翰泰勒琼斯将新约翻译为泰语；英国犹太人布道差会成立
- 1844年：复临运动

德国路德维希克拉普夫（Ludwig Krapf）开始在肯尼亚海岸的蒙巴萨工作；乔治威廉斯成立第一个基督教青年会；施美夫和麦克开拉启是最早2名英国圣公会到中国的传教士 
- 1845年：美南浸信会成立差会
- 1846年：伦敦会进入南太平洋的纽埃岛，西方人称为“野蛮的岛屿”。
- 1847年：英国长老会宾威廉前往中国，将《天路历程》翻译成中文；第一位美以美会传教士摩西·怀特到达中国福州
- 1848年：查尔斯福尔曼前往旁遮普；德国传教士约翰雷布曼（Johannes Rebmann）、约翰路德维希克拉普夫（Johann Ludwig Krapf）到达乞力马扎罗山。最初，他们关于靠近赤道的雪山的描述受到嘲笑。
- 1849年：在抵达美拉尼西亚的阿纳托姆岛几周后，传教士约翰格迪在他的日记中写到：“环绕我的是黑暗、退化，污染和痛苦，我会用信仰的眼光看待这个时候，那时一些可怜的岛民将团结在洗涤灵魂的胜利歌声, '祂爱我们，用祂自己的血洗净我们的罪.'”

### 1850年－1899年
- 1850年：郭实立访问欧洲时，Berlin Ladies Association for China 成立，与巴陵会（Berlin Missionary Association for China）合作。1851年Hermandine Neumann 抵达香港，开始在华工作
- 1851年：由于来自英格兰的补给船迟到了6个月，Allen Gardiner 和6名传教士同工饿死在南美洲南端的巴塔哥尼亚；挪威传教士协会成立a mission in eMpangeni, KwaZulu-Natal
- 1852年：英国圣公会差会女部（Zenana）成立于英格兰，派遣单身女传教士
- 1854年：伦敦传教士会议；纽约传教士会议；英国圣公会秘书Henry Venn 提出自治、自养、自传教会的理念；戴德生抵达中国
- 1855年：亨利斯坦哈尔受按立为加拿大卫理公会传教士，向艾伯塔省拉克拉比什的印第安人传教。斯坦哈尔的传教工作实际上早在15年前的1840年开始，当时他协助翻译，教学和解释奥吉布瓦（Ojibwa）和克里（Cree）语。
- 1856年：长老会开始工作在哥伦比亚（Henry Pratt抵达）
- 1857年：圣经翻译成茨瓦纳语；荷兰归正会成立差会
- 1858年：John G. Paton 在New Hebrides开始工作; Elizabeth Freeman 在印度殉道；巴色会开始在苏门答腊岛（印度尼西亚）西部工作；戴维·利文斯通的书《在南非的传教旅行和研究》出版
- 1859年：新教传教士抵达日本
- 1860年：联合路德会开始在利比里亚工作；利物浦传教士会议。
- 1862年：巴黎福音传道会开始在塞内加尔工作
- 1863年：基督复临安息日会在美国成立

前往非洲的伦敦会传教士罗伯特·莫法特（Robert Moffat），出版《Rivers of Water in a Dry Place, Being an Account of the Introduction of Christianity into 南非，and of Mr. Moffat's Missionary Labours》。 
- 1864年：浸信会进入阿根廷
- 1865年：戴德生在倫敦创立中国内地会；英国长老教会传教士馬雅各（James Laidlaw Maxwell）在台南府城建立台湾第一处教会。
- 1866年：由犹太教改宗加入长老会的西奥多乔纳斯迈耶在意大利传教，照顾霍乱患者，后来自己也感染此病，勉强得生，成为天主教和新教之间的调停人；朝鲜第一个新教殉道者罗伯特托马斯赠送圣经给他的刽子手；9月30日，戴德生率领人数最多的一群新教传教士：中国内地会兰茂密尔团队的16名传教士抵达中国上海，12月，兰茂密尔团队抵达浙江杭州清泰门新巷，建立传教总部。
- 1867年：卫理公会在阿根廷开始工作；Scripture Union成立。
- 1868年：Robert Bruce前往伊朗，加拿大浸信会传教士 Americus Timpany 开始向印度的泰卢固人传教；8月22日，中国扬州教案摧毁中国内地会房屋，几乎导致中英之间爆发战争
- 1869年：第一份卫理宗女传教士杂志《The Heathen Women's Friend》出版
- 1870年：Clara Swain, 第一位女医疗传教士，抵达印度Bareilly。
- 1871年：加拿大長老教會传教士馬偕（George Leslie Mackay）在台湾北部建立教会.
- 1872年：第一届全印度传教士大会有136人参加
- 1873年：慕拉第被美南浸信会派往中国山东省传教
- 1874年：Lord Radstock首次访问圣彼得堡，当地贵族中开始一次福音觉醒。
- 1875年：基督会成立海外差会，主席 Isaac Errett。
- 1876年：9月，一艘生锈的远洋轮船到达现在的尼日利亚卡拉巴尔河的港口。非洲的那一部分当时被称为白人的坟墓。船上唯一的妇女是29岁的传教士玛丽斯莱索尔（Mary Slessor）。
- 1877年：James Chalmers前往新畿內亞傳教。
- 1880年：女传教士医生Fanny Butler 前往印度;宣信发起创办传教期刊The Gospel in All Lands
- 1881年：威廉泰勒主教的复兴唤醒卫理公会在巴基斯坦拉合尔开始工作；由于爱德华 Glenny 在阿尔及利亚的工作，北非差会（现阿拉伯世界事工）成立
- 1882年：伦敦会传教士詹姆斯吉尔莫（James Gilmour）从蒙古回到英国休假期间，出版《在蒙古人中间》一书。一位评论家写道，“鲁滨逊已经变成传教士，在蒙古生活多年，并写了一本书。”关于作者，评论家说，“如果地球上曾经有个男人持守了基督的律法，并能给出证据，而且对此绝对失去知觉，这个人就是蒙古人‘我们的吉尔莫’”。
- 1885年：长老会传教士Horace Underwood和监理会传教士Henry Appenzellar抵达朝鲜；苏格兰人Ion Keith-Falconer前往阿拉伯半岛的亚丁；“剑桥七杰”（施达德、章必成、盖士利、何斯德、司安仁、亚瑟.端纳、宝耀庭）加入中国内地会，前往中国传教；乌干达军队杀害圣公会主教James Hannington
- 1886年：学生志愿运动发起100名大学生和神学生 at 穆迪 conference grounds 在麻省Hermon山，签署普林斯顿 Pledge：“I purpose, God willing，成为海外传教士。”
- 1887年：一百名同工加入中国内地会，在中国传教。多伦多医生威廉卡西迪被任命为宣道会第一位传教士，但在前往中国途中死于天花。
- 1888年：第一批美国传教士加入戴德生领导的中国内地会，前往中国；顾约拿单前往中国；学生志愿运动。怀德为该运动提出的格言是：“在这一代使世界福音化”
- 1890年：司可福串注圣经的编者司可福创立中美洲传教会；The Scandinavian Alliance (now The Evangelical Alliance Mission)成立；卫理公会 Charles Gabriel 创作传教歌曲"Send the Light"；倪维思从中国访问朝鲜，概述他的传教策略：1) 每个信徒应该是活跃的社会成员，积极分享他的信仰；2) 朝鲜教会应摆脱外国控制；3) 从朝鲜信徒中选出并训练教会领袖；4) 由朝鲜信徒用自己的力量建造教会建筑
- 1891年：Samuel Zwemer前往阿拉伯; Helen Chapman 前往刚果，嫁给同船的丹麦传教士William Rasmussen。
- 1892年：雷德克利夫（Redcliffe）传教士培训学院成立于奇西克（伦敦）
- 1893年：长老会医疗传教士車姑娘（Eleanor Chestnut）到达中国，1905年在广东连州被害；Nyack College毕业生Rowland Bingham创立苏丹内地会
- 1894年：苏阿塔纳纳复兴（Soatanana Revival）开始于马达加斯加，持续超过90年
- 1895年：Peter Cameron Scott成立非洲内地会；日本圣经公会成立；Roland Allen作为英国圣公会差会 (SPG)传教士加入其华北差会
- 1896年：奥登朔尔茨（Ödön Scholtz）创办第一份匈牙利路德会传教期刊Külmisszió
- 1897年：美国长老会进入委内瑞拉传教
- 1898年：Theresa Huntington 离开新英格兰的家乡，前往中东
- 1899年：长老会的James Rodgers 抵达菲律宾；中美洲布道会进入危地马拉

### 1900年－1949年
- 1900年：美国贵格会在古巴工作；162个差会出席在纽约卡耐基大厅召开的传教大会；在中国的义和团事变中，189名传教士及其子女被杀；南非慕安德烈写作《传教问题的关键》，呼吁教会举行为全世界的数周祷告
- 1901年：Maude Cary 前往摩洛哥；基督会在吕宋岛北部（菲律宾）开始工作；查尔斯考门（他的妻子是流行的灵修著作《荒漠甘泉》的编者)创办东方传教会。
- 1902年：（基督复临安息日会）安得纯（J.N.Anderson）牧师和他的同伴安抵香港。他们在那里见有七位英国水兵等候受浸。大约在那个时候，邬尔布（E.H.Wilbur）夫妇亦开始在广东作工。

瑞士普利茅斯弟兄会（CMML）进入老挝；贵格会加州年会在危地马拉开始工作
- 1904年：千禧年前论神学家William Eugene Blackstone开始教导世界已经福音化，引用使徒行传2:5, 8:4,马可福音16:20 和歌罗西书1:23
- 1906年：The Evangelical Alliance Mission (TEAM) 在委内瑞拉开始工作 with T. J. Bach and John Christiansen
- 1907年：1月，朝鲜平壤举行奋兴大会；Harmon Schmelzenbach 乘船前往非洲；长老会和卫理公会在马尼拉开办协和神学院。
- 1908年：福音傳教士聯盟的Charles Chapman 、John Funk在哥伦比亚开工；神召会进入罗马和意大利南部
- 1909年：智利灵恩运动
- 1910年：C.T. Studd建立Heart of Africa Mission（今WEC International）；爱丁堡传教大会举行，穆德主持，开始差会合作
- 1911年：宣道会进入越南
- 1912年：Conference of British Missionary Societies成立
- 1913年：African-American Eliza George 从纽约前往利比里亚；准备向中国穆斯林传教的William Whiting Borden在埃及去世
- 1914年：乌干达发生大规模复兴运动
- 1915年：中国的第一所女子大学， 金陵女子大学在中国南京正式开学，有8名学生和6名教师。由4个差会合办:美北浸礼会、基督会、卫理公会和长老会。
- 1916年：礼贤会传教士在葡萄牙殖民政府压力下，被迫离开安哥拉南部的Ondjiva，Chief Mandume of the Kwanyama，当时，已经有4个聚会、800名信徒。
- 1917年：真耶稣教会在中国北京成立
- 1917年：跨宗派 Foreign Mission Association (IFMA)成立
- 1918年：James L. Barton,美国公理会差会领袖要求曾在奥斯曼帝国的传教士 who had served in for detailed reports of horrors they had witnessed of Armenian Genocide
- 1919年：圣经中文和合译本出版
- 1920年：Baptist Mid-Missions 成立
- 1921年：Founding of International Missionary Council (IMC)；Norwegian Mission Council成立
- 1923年：苏格兰传教士在英属多哥开始工作
- 1924年：Bible Churchman's Missionary Society在上缅甸开始工作；Baptist Mid-Missions在委内瑞拉开始工作
- 1925年：卫斯理宗传教士E. Stanley Jones前往印度,协作The Christ of the Indian Road
- 1927年：Near East Christian Council成立
- 1928年：古巴圣经会成立；耶路撒冷大会of IMC
- 1929年：宣道会进入东婆罗洲 (印尼)
- 1930年：宣道会开始在Côte d'Ivoire的Baouli 部落中工作
- 1931年：HCJB電台在厄瓜多尔基多由Clarence Jones啟播。Baptist Mid-Missions 进入利比里亚
- 1932年：神召会进入哥伦比亚; Laymen's Missionary Inquiry report 出版
- 1933年：艾伟德（Gladys Aylward，电影“六福客栈”主角）抵达中国山西
- 1934年：William Cameron Townsend 开始夏季语言学校
- 1935年：菲律宾的美国传教士Frank Laubach完善了"Each one teach one" 识字法，被推广到全世界，教会了6000万人阅读
- 1936年：西班牙内战爆发，传教士被迫离开
- 1937年：意大利将传教士驱逐出埃塞俄比亚
- 1938年：西印度群岛Mission 进入多米尼加共和国；英国圣公会被逐出埃及；马德拉斯世界宣教大会召开；Orpha Speicher医生在印度中部建造雷诺兹纪念医院
- 1939年：一位生病的传教士Joy Ridderhof,制作了一张福音诗歌和一篇信息的唱片，寄到洪都拉斯山区，这是第一张福音唱片
- 1940年：Marianna Slocum 在墨西哥开始翻译工作；日本宪兵逮捕 救世军高層
- 1941年：搭载140 传教士从纽约驶往非洲的Zamzam号轮船，被德国击沉，所有传教士获救。
- 1943年：11名美国浸信会传教士在菲律宾被日本士兵斩首 军
- 1947年：Conservative Baptist Foreign Mission Society 在科特迪瓦的Senufo人中开始工作
- 1948年：Alfredo del Rosso将他的意大利圣洁会并入拿撒勒人会，开始了该会在欧洲大陆的工作；
- 1949年：美南浸信会在委内瑞拉开始工作

### 1950年－1999年
- 1950年：Paul Orjala 抵达海地
- 1951年：World Evangelical Alliance成立；白立德（Bill Bright）在加州大学洛杉矶分校创立学园传道会
- 1952年：環球電台成立。
- 1953年：Walter Trobisch, who would publish I loved a girl in 1962, begins pioneer 传教士在拉麦隆北部工作；中国内地会最后一名成员被迫离开中国，在东亚重新安置。 Pattaya
- 1981年：哥倫比亞恐怖份子綁架及殺害了威克理夫聖經翻譯會（Wycliffe Bible Translators）的Chet Bitterman; 珍珠計劃（Project Pearl）：一百萬本聖經於一夜間運送到中國給數以千計的準信徒。
- 1986年：全部圣经用海地克里奥尔语出版
- 1987年：Second International Conference on Missionary Kids (MKs)在厄瓜多尔基多召开
- 1988年：威克理夫聖經翻譯會完成第300次新約翻譯（菲律賓的Cotabato Manobo語）
- 1991年：埃塞俄比亚马克思主义政府垮台，传教士回到该国；Regions Beyond Missionary Union is dissolved
- 1994年：索马里一名皈依基督教者Liibaan Ibraahim Hassan，在首都摩加迪沙被伊斯兰好战分子杀害。
- 1995年：拿撒勒人会传教士Don Cox 在厄瓜多尔基多被绑架。
- 1997年：美南浸信会的海外差会和本国传教部改组为国际传教部和北美传教部，拥有1万名传教士
- 1999年：Trans World Radio开始广播从摩尔达维亚 using a 1-million-watt AM transmitter；资深澳大利亚传教士 Graham Stewart Staines 和他的2个儿子在印度东部汽车内睡觉时被印度教极端分子放火焚烧。

### 2000年至今
- 2000年：好战分子在塔吉克斯坦杜尚别一座教堂引爆2枚炸弹，死亡7人， 70人受伤。Jonathan James，亚洲福音团契(AEF)国际主管呼吁 launch of the Asia College of Ministry (ACOM)本土训练学校 of AEF to 训练亚洲本土传教士。
- 2000年10月1日：教宗若望保禄二世册封120位在中国殉道的天主教徒，其中大部分是中国平信徒。
- 2001年：New Tribes传教士Martin and Gracia Burnham在菲律宾被穆斯林恐怖集团绑架；Baptist 传教士 Roni Bowers和幼年的女儿被杀，秘鲁空军喷气机向他们的小型水上飞机开火。尽管腿部受重伤, missionary pilot Kevin Donaldson landed the burning plane on 亚马孙河；6名戴面具的枪手向巴基斯坦Bahawalpur一座教堂射击，杀死15名巴基斯坦基督徒。
- 2002年：好战分子将手榴弹投入巴基斯坦伊斯兰堡的新教国际教堂（正在举行礼拜），5人死亡，46人受伤
- 2004年：4名美南浸信会传教士在伊拉克被枪手所杀
- 2005年：教宗若望保禄二世逝世，德国人若瑟·拉辛格继任，取名「本笃十六世」
- 2006年：阿富汗一名皈依基督教者Abdul Rahman被当地穆斯林领袖驱逐，流亡意大利。传教士Vijay Kumar在布道时被印度教极端分子公开用石头袭击